# Hot Stuff
«Hot Stuff» (с англ. — «Горяченькое») — песня, записанная американской певицей Донной Саммер для её седьмого студийного альбома Bad Girls. Авторами песни стали Пит Белотт, Гарольд Фальтермейер и Кит Форси, а продюсерами Белотт и Джорджо Мородер.
Песня была выпущена в качестве лид-сингла с альбома в апреле 1979 года и прекрасно показала себя в чартах, заняв лидирующие позиции во многих странах. Песня провела три недели подряд на первой позиции чарта Billboard Hot 100. Также песня была издана на двойном сингле «Hot Stuff» / «Bad Girls» (с песней «Bad Girls», которая была вторым синглом с того же альбома Донны Саммер), и этот двойной сингл достиг первого места в чарте Hot Disco Singles. В США сингл имеет платиновую сертификацию от Американской ассоциации звукозаписывающих компаний.

## Отзывы критиков
Рецензент журнала Billboard отметил, что «горячее становится ещё горячее», и добавил, что это песня с хорошо выраженной атмосферой ритм-энд-блюза и соула, а также «огненным» вокальным исполнением Саммер. Клифф Уайт из издания Smash Hits заявил, что Саммер возвращается в своё королевское русло после относительного успеха прошлого сингла, при этом он предположил, что песня займёт первые места в хит-парадах быстрее, чем он закончит писать свой обзор. Обозреватель британского еженедельника Record Business обратил внимание на захватывающий диско-бит, первоклассную продюсерскую работу Джорджо Мородера и хорошее вокальное исполнение от «сильно недооцененной» мисс Саммер.

## Награды и номинации
Донна Саммер была за эту песню удостоена «Грэмми» в категории «Лучшее женское вокальное рок-исполнение».
В 2004 году журнал Rolling Stone поместил песню «Hot Stuff» в исполнении Донны Саммер на 103-е место своего списка «500 величайших песен всех времён». В списке 2011 года песня находится на 104-м месте.
В 2018 году в честь своего 60-летия журнал Billboard составил список «600 величайших песен в истории музыки», поместив «Hot Stuff» на 87-ю позицию.

## Чарты
| Чарт (1979)                           | Высшая позиция |
| ------------------------------------- | -------------- |
| Австралия (Kent Music Report)         | 1              |
| Австрия (Ö3 Austria Top 40)           | 3              |
| Бельгия/Фландрия (Ultratop 50)        | 8              |
| Великобритания (OCC UK Singles)       | 11             |
| Германия (GfK)                        | 5              |
| Ирландия (IRMA)                       | 14             |
| Испания (AFYVE)                       | 14             |
| Италия (Musica e dischi)              | 2              |
| Канада (RPM Adult Contemporary)       | 1              |
| Канада (RPM Dance/Urban)              | 1              |
| Канада (RPM Top Singles)              | 1              |
| Нидерланды (Dutch Top 40)             | 14             |
| Нидерланды (Single Top 100)           | 21             |
| Новая Зеландия (Recorded Music NZ)    | 7              |
| Норвегия (VG-lista)                   | 2              |
| США (Billboard Dance Club Songs)      | 1              |
| США (Billboard Hot 100)               | 1              |
| США (Billboard Hot R&B/Hip-Hop Songs) | 3              |
| США (Cash Box Top 100)                | 1              |
| США (Jet)                             | 1              |
| США (Record World Top Singles)        | 1              |
| Финляндия (Suomen virallinen lista)   | 7              |
| Франция (IFOP)                        | 10             |
| Швейцария (Schweizer Hitparade)       | 1              |
| Швеция (Sverigetopplistan)            | 2              |
| Япония (Oricon)                       | 17             |
| Чарт (2012)                           | Высшая позиция |
| Нидерланды (Single Top 100)           | 93             |
| Франция (SNEP)                        | 47             |
| Швейцария (Schweizer Hitparade)       | 65             |
| Япония (Billboard Japan Hot 100)      | 31             |

| Чарт (1979)                        | Позиция |
| ---------------------------------- | ------- |
| Австралия (Kent Music Report)      | 17      |
| Австрия (Ö3 Austria Top 40)        | 13      |
| Бельгия/Фландрия (Ultratop 50)     | 55      |
| Германия (Offizielle Top 100)      | 17      |
| Италия (Musica e dischi)           | 24      |
| Канада (RPM Top Singles)           | 18      |
| Новая Зеландия (Recorded Music NZ) | 32      |
| США (Billboard Dance Club Songs)   | 1       |
| США (Billboard Hot 100)            | 7       |
| США (Cash Box Top 100)             | 14      |
| США (Record World Top Disco)       | 1       |
| США (Record World Top Singles)     | 1       |
| Швейцария (Schweizer Hitparade)    | 14      |

## Сертификации и продажи
| Регион | Сертификация | Продажи    |
| --- | ------------ | ---------- |
| Великобритания (BPI) | Золотой      | 400 000    |
| Канада (Music Canada) | Платиновый   | 150 000^   |
| США (RIAA) | Платиновый   | 2 000 000^ |
| * Данные о продажах приведены только на основе сертификации. ^ Данные о тиражах приведены только на основе сертификации. |              |            |

## Версия Kygo
18 сентября 2020 года норвежский диджей Kygo выпустил ремикс-версию песни. В пресс-релизе он отметил, что Саммер была одной из его любимых артисток всех времен из-за её блестящей дискографии и непревзойденного вокала.
Музыкальное видео, сопровождающее релиз «Hot Stuff», было впервые выпущено на YouTube 18 сентября 2020 года. Режиссёром клипа является Бо Уэбб, в главных ролях актёры сериала «Внешние отмели» Маделин Клайн и Чейз Стоукс.

### Чарты

#### Еженедельные чарты
| Чарт (2020)                                   | Высшая позиция |
| --------------------------------------------- | -------------- |
| Бельгия/Валлония (Ultratop 50)                | 7              |
| Бельгия/Валлония (Ultratop Dance)             | 2              |
| Бельгия/Фландрия (Ultratip Bubbling Under)    | 1              |
| Бельгия/Фландрия (Ultratop Dance)             | 21             |
| Венгрия (Rádiós Top 40)                       | 25             |
| Венгрия (Single Top 40)                       | 12             |
| Германия (GfK)                                | 74             |
| Европа (Billboard Euro Digital Song Sales)    | 6              |
| Канада (Billboard Hot Canadian Digital Songs) | 24             |
| Мексика (Billboard Airplay)                   | 26             |
| Мексика (Billboard Ingles Airplay)            | 14             |
| Норвегия (VG-lista)                           | 23             |
| Румыния (Airplay 100)                         | 96             |
| СНГ (TopHit Airplay)                          | 156            |
| США (Billboard Digital Song Sales)            | 18             |
| США (Billboard Hot Dance/Electronic Songs)    | 9              |
| Франция (SNEP)                                | 138            |
| Хорватия (HRT)                                | 12             |
| Швейцария (Schweizer Hitparade)               | 27             |
| Швеция (Sverigetopplistan)                    | 25             |
| Мир (Billboard Global 200)                    | 117            |

#### Годовые чарты
| Чарт (2020)                                | Позиция |
| ------------------------------------------ | ------- |
| США (Billboard Hot Dance/Electronic Songs) | 83      |